# Narva-Jõesuu
Narva-Jõesuu (historiskt tyskt namn på staden var Hungerburg) är en stad, 14 kilometer nordväst om staden Narva i landskapet Ida-Virumaa i nordöstra Estland. Staden är centralort i kommunen (stadskommunen) Narva-Jõesuu stad. Den ligger vid gränsen till Ryssland precis väster om floden Narvas utlopp i Östersjön (jõesuu är estniska för flodmynning). Staden har en historia som kurort och här finns flera hotell längs den åtta kilometer långa sandstranden utmed Narvabukten.
Narva-Jõesuu är en populär sommardestination för invånare från bland annat Sankt Petersburg, som ligger mindre än 15 mil åt öster. Även under sovjettiden besöktes staden bland annat av delar av den sovjetiska intelligentsian som tillbringade tid i sina datjor (sommarhus).
Stadens 30 meter höga fyr nära flodmynningen byggdes 1957. Det fanns en fyr på samma plats redan under tiden för Svenska Estland på 1600-talet. Den ryske generalen Leontij Sparfajev (1765–1847) lät 1808 bygga en ny stenfyr som skadades under Krimkriget (1853–1856) men lagades 1870, och sedan förstördes helt och hållet 1941.

## Vänorter
Narva-Jõesuu ha följande vänorter:
- Billunds kommun, Danmark
- Imatra, Finland
- Kronstadt, Ryssland

## Bilder

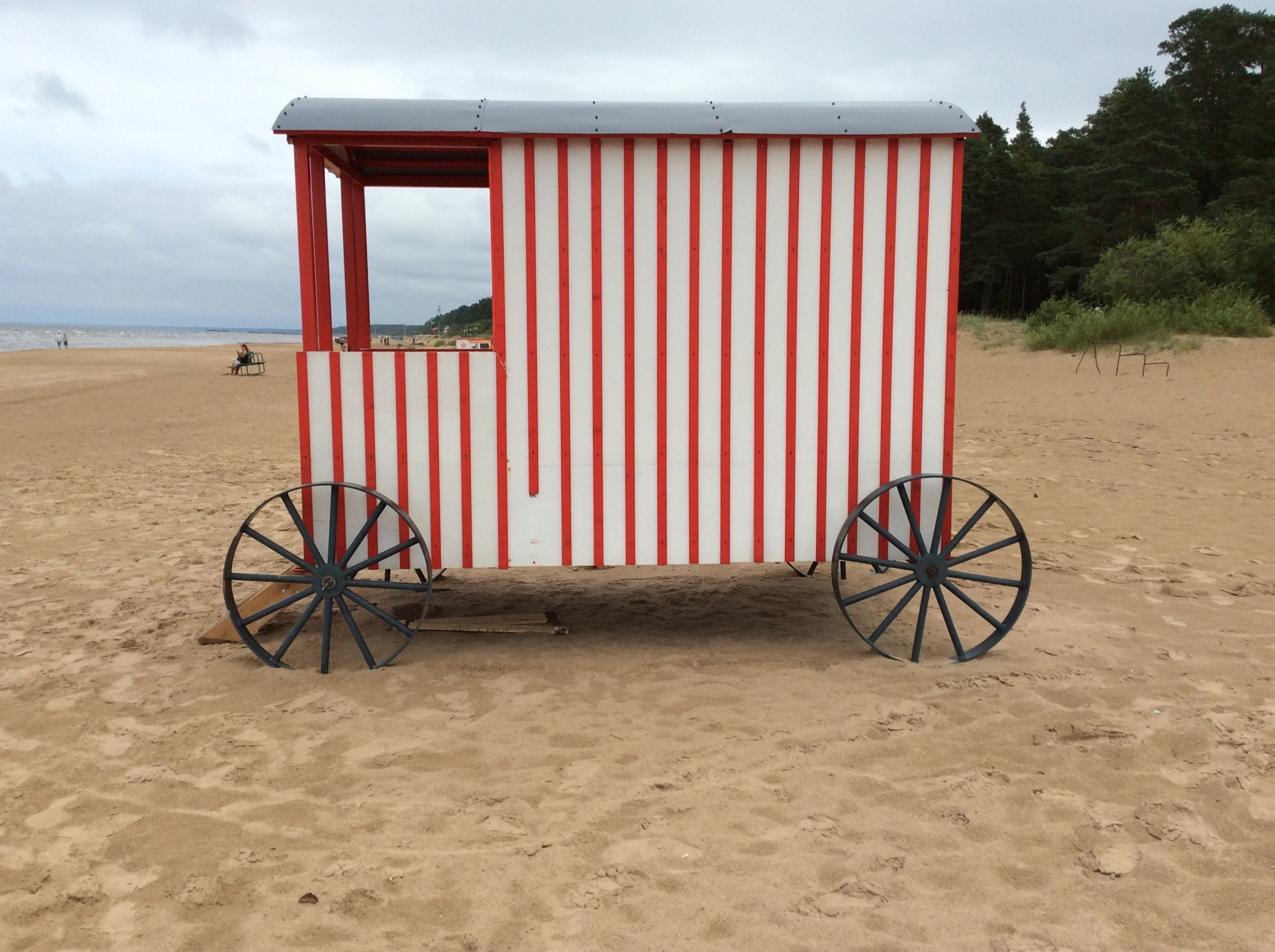
Badmaskinsreplika på stranden i Narva-Jõesuu.
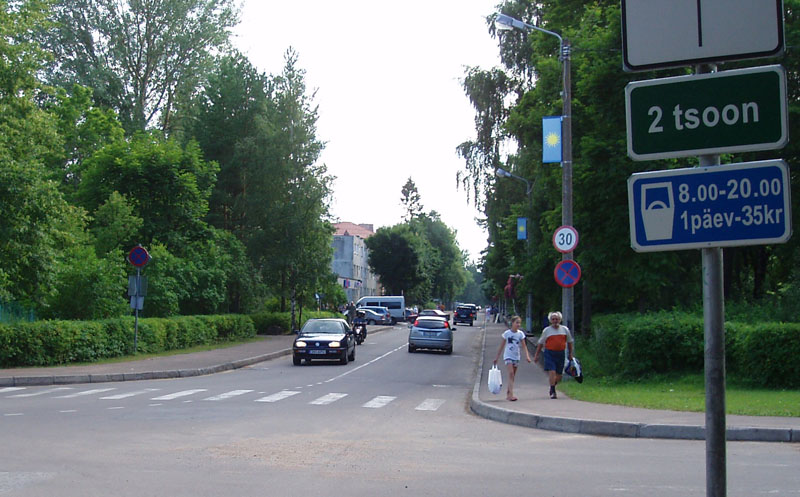
Huvudgatan som går parallellt med stranden i Narva-Jõesuu.
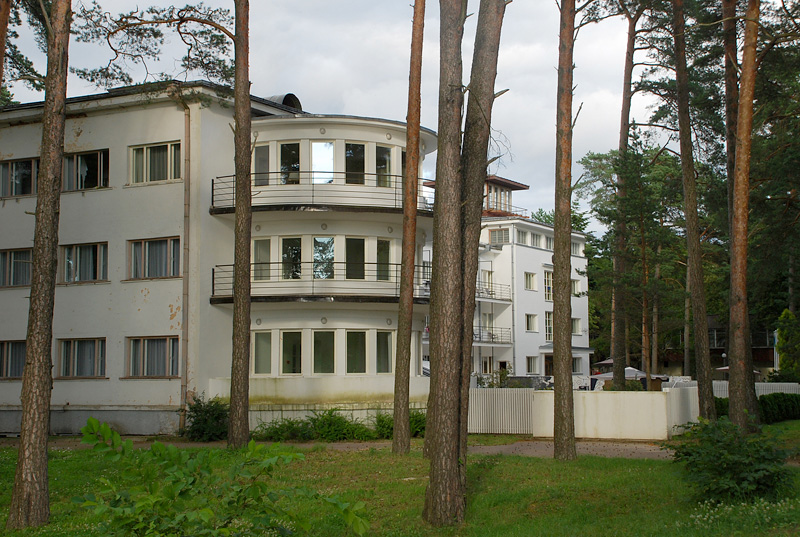
Ett kurhotell i Narva-Jõesuu.
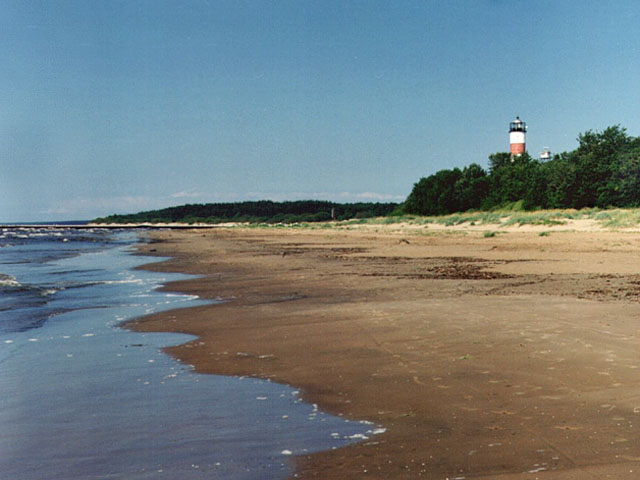
Narva-Jõesuus sandstrand 1998. Bilden är tagen österut i sandstrandens östra del där man ser fyren. Bakom fyren mynnar floden Narva ut (syns ej i bilden). Skogspartiet som ligger längst bort i bilden ligger i Ryssland.